# تیمور بکمامبتوف
تیمور بِکمامبِتوف (روسی: Тиму́р Нуруахи́тович Бекмамбе́тов؛ زادهٔ ۲۵ ژوئن ۱۹۶۱) کارگردان، تهیه‌کننده، فیلم‌نامه‌نویس و نویسنده اهل کشور روسیه است.  وی اصالتاً قزاق است. این کارگردان علاوه بر سینمای روسیه، در سینمای آمریکا نیز فیلمسازی می‌کند.
بکمامبتوف در ۲۵ ژوئن ۱۹۶۱ در شهر آتیراو که قبلاً گوریف نام داشت به دنیا آمد. پدرش نورآخیت بکمامبتوف در سمت‌های مدیریتی با تامین کنندهای انرژی کار می‌کرد. او مهندس ارشد برق قزاقستان غربی بود. مادرش، میرا بوگوسلوسکایا، معاون سردبیر بخش مسائل حزب در روزنامه منطقه‌ای کومونا بود. او از طرف پدرش نسب قزاق و از طرف مادرش یهودی است.  پس از فارغ التحصیلی از مدرسه، در سال ۱۹۷۹ وارد موسسه مهندسی برق مسکو شد و در سال ۱۹۸۰، در آستانه بازی‌های المپیک تابستانی ۱۹۸۰، آن را ترک کرد. او به دلیل «غیرقابل اعتماد بودن» از مسکو تبعید شد و به تاشکند، ازبکستان رفت تا در مؤسسه تئاتر و هنری «الکساندر اوستروفسکی» تحصیل کند و در سال ۱۹۸۷ در رشته طراحی صحنه تئاتر و سینما از آنجا فارغ التحصیل شد.

## گزیده فیلم‌شناسی

### آثار کارگردانی
- فرار از پشاور (۱۹۹۴)
- آرنا (۲۰۰۱)
- نگهبان شب (۲۰۰۴)
- نگهبان روز (۲۰۰۶)
- طنز سرنوشت ۲ (۲۰۰۷)
- تحت تعقیب (۲۰۰۸)
- درختان کریسمس (۲۰۱۰)
- آبراهام لینکلن: شکارچی خون‌آشام (۲۰۱۲)
- درختان کریسمس ۴ (۲۰۱۴)
- درختان کریسمس ۵ (۲۰۱۶)
- بن هور (۲۰۱۶)
- پروفایل (۲۰۱۸)
- فرار از جهنم (۲۰۲۱)
- بخشش (۲۰۲۵)
- خواجه نصیرالدین (۲۰۲۵)